# Takuya Kida
Takuya Kida (født 23. juli 1994) er en japansk fodboldspiller.
Han har spillet for flere forskellige klubber i sin karriere, herunder Yokohama F. Marinos.